# Zorngården

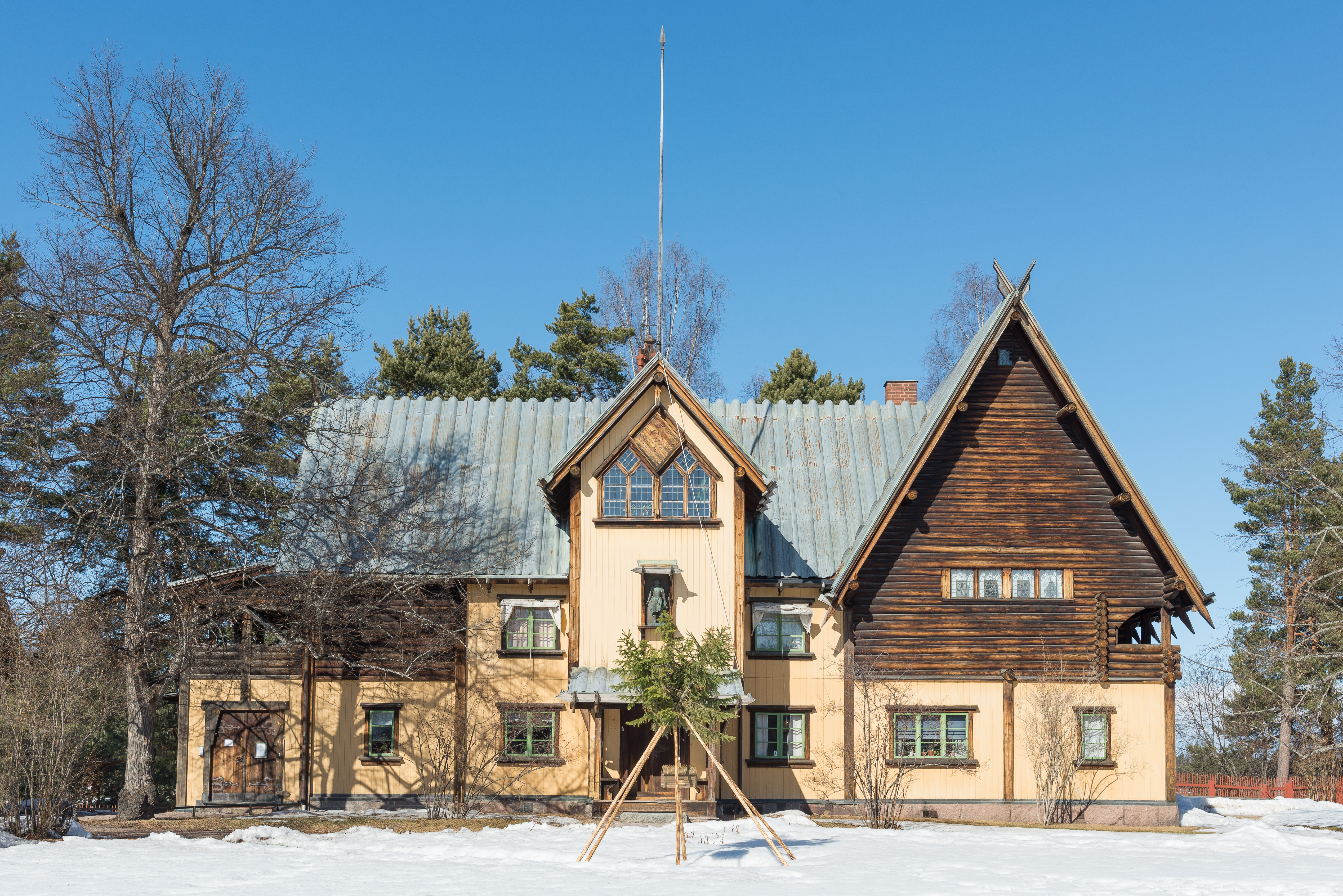
Zorngården im Winter 2013, Blick von Süden auf den alten Haupteingang, rechts der Giebel über der neuen Meter hohen großen Halle

Zorngården ist das ehemalige Wohnhaus des Malers Anders Zorn und seiner Frau Emma. Es steht im Zentrum von Mora neben der Kirche und dem Zornmuseet. Das heute museal genutzte Gebäude mit seiner erhaltenen Originaleinrichtung gehört zum Verbund der Zornsamlingarna, dem kulturellen Vermächtnis der Eheleute Zorn an den schwedischen Staat.

## Geschichte und Beschreibung

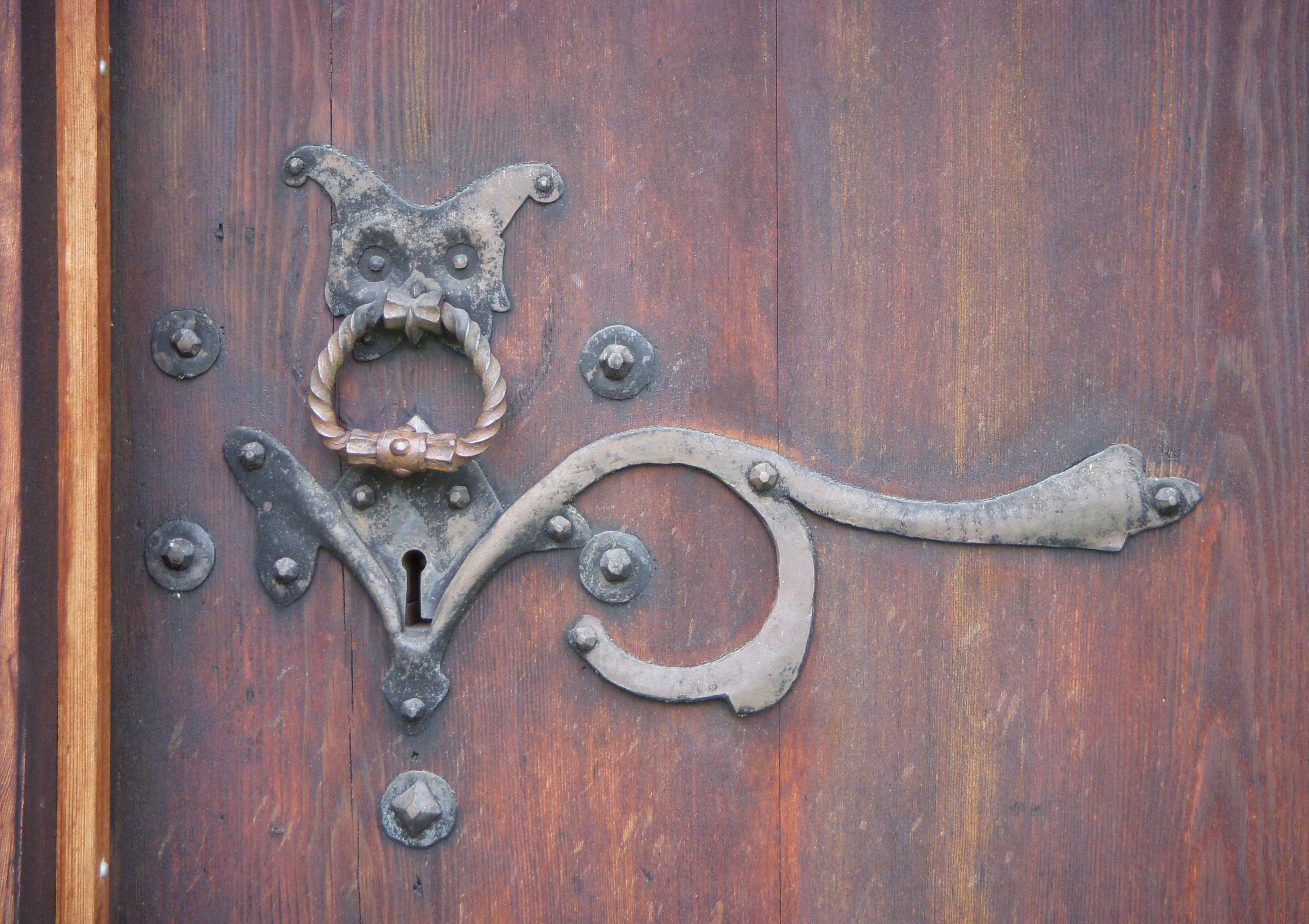
Historisierende Türbeschläge von Anders Zorn an der Eingangstür

Anders Zorn kam 1860 in Yvraden, heute eine Ortslage von Mora, zur Welt. Er fühlte sich sein ganzes Leben mit der Landschaft, den Menschen und der Kultur seiner Heimatregion Dalarna verbunden. Nach längeren Aufenthalten im Ausland kehrte er 1896 im Alter von 36 Jahren nach Mora zurück, um sich hier zusammen mit seiner Frau Emma endgültig niederzulassen. Bereits zehn Jahre zuvor hatte der durch seine Malerei sehr vermögende Zorn für 500 Kronen Land bei der Kirche von Mora gekauft, das zuvor der zweiten Schwiegermutter seiner Mutter gehört hatte. Hierher ließ er im Folgejahr das Holzhaus seines Großvaters versetzen, das den Kern von Zorngården (deutsch: Zorn-Haus) bildet. Anschließend wurde das Gebäude nach Zorns Plänen umgebaut und erweitert, sodass seine Mutter, seine Großmutter und zwei Halbschwestern dort leben konnten. Für sie waren die Räume im Erdgeschoss vorgesehen. Im ersten Stock wohnten Anders und Emma Zorn, wenn sie in den Sommerferien zu Besuch kamen. Dort standen ihnen zwei Schlafzimmer und ein Wohnzimmer zur Verfügung. Die Einrichtung des Hauses bestand bis dahin aus einfachen Möbeln im traditionellen Stil von Dalarna. Bevor Anders und Emma Zorn endgültig nach Mora übersiedelten, ließen sie für Zorns Mutter und die beiden Halbschwestern nebenan ein weiteres Haus bauen. Zorngården wurde danach nochmals erheblich erweitert und in den Folgejahren immer wieder umgebaut oder ergänzt. Erst 1910 hat Zorngården die endgültige Form und den bis heute typischen gelben Anstrich erhalten.

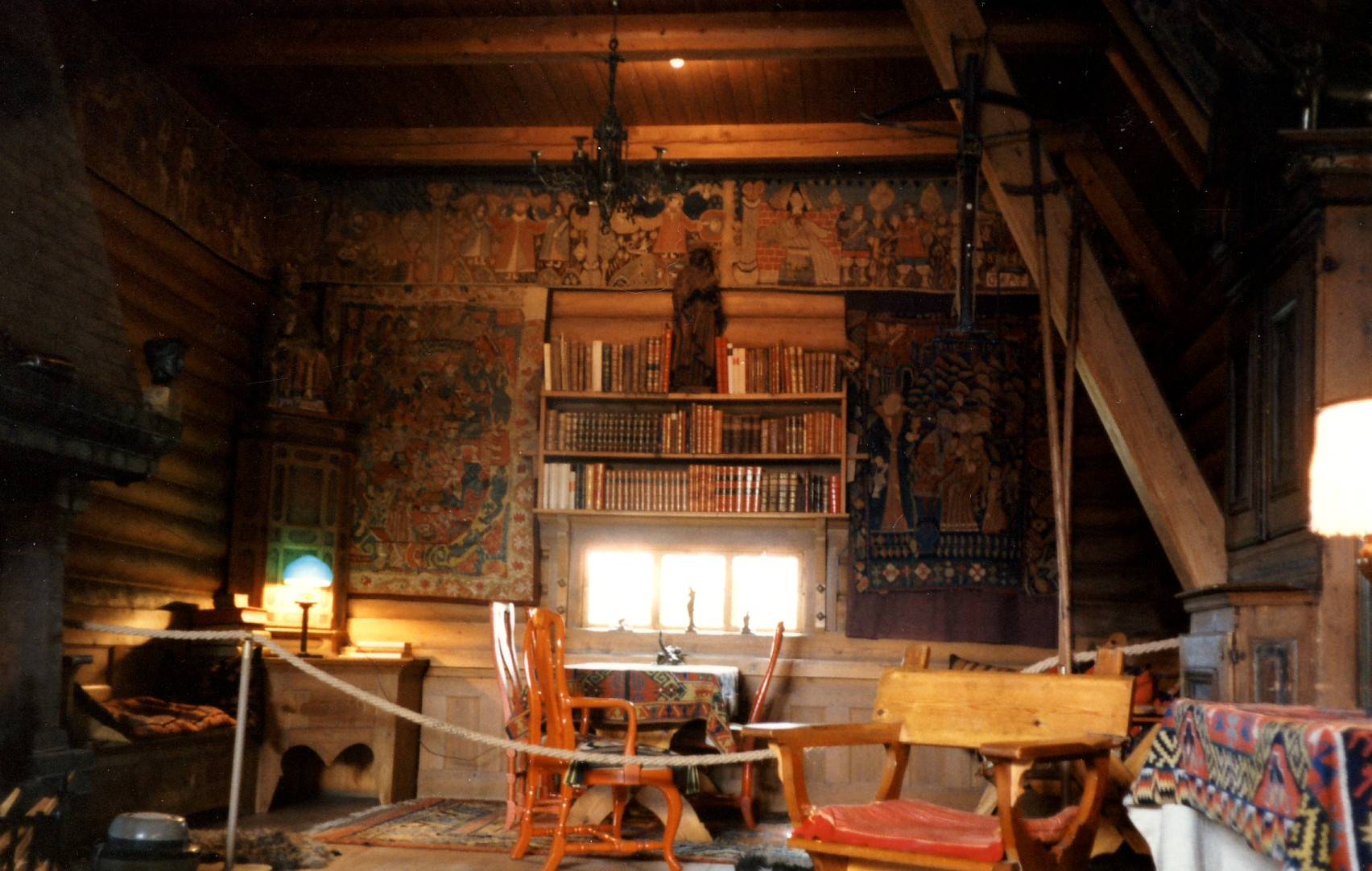
Innenansicht der große Halle

Bei der architektonischen Gestaltung des Hauses ließ sich Zorn von der örtlichen Holzbautradition beeinflussen und nahm Anleihen an einer von der Skandinavischen Nationalromantik ausgehenden Architektur im Wikingerstil. Zugleich fanden Ideen der englischen Arts and Crafts Movement Eingang in seine Bauplanungen. Die Südfassade des Hauses wird im Zentrum durch einen Giebelvorbau mit dem alten Haupteingang gegliedert. Auf der Höhe des ersten Stockwerks steht hier in einer Fassadennische eine verkleinerte Kopie von Zorns Statue des Schwedenkönigs Gustav I. Wasa, deren Original 1903 in Morastrand aufgestellt wurde. Hinter dem alten Eingang befindet sich das ursprüngliche Treppenhaus und dahinter der vormalige Wohnraum aus dem alten Haus des Großvaters. Dieser traditionelle Raum wurde von Anders und Emma Zorn als Esszimmer genutzt. Daran schließen sich nach links verschiedene Küchenräume mit einer eigenen Backstube sowie der im Westen gelegene Personaleingang an. Nach den verschiedenen Erweiterungen des Gebäudes liegt der Haupteingang heute an der Ostseite des Gebäudes. Von dort führt die flurartige untere Galerie zunächst zu den beiden gegenüberliegenden Gästezimmern und danach auf der linken Seite zum Esszimmer. Rechts von der Galerie liegen Bad und Toilette sowie die zum ersten Stock führende Haupttreppe. Hier befindet sich der Zugang zur große Halle mit ihrer neun Meter hohen Decke, deren Giebel das Gebäude auch von außen dominiert. Davor führt eine kleinere Stege zu einem Raum unter der Nordseite des Giebels, mit Fenstern sowohl nach draußen wie zur Halle. Der Raum war zunächst als Atelier vorgesehen, wurde jedoch nicht genutzt. Von der Halle besteht Zugang zu einem innenliegenden Balkon an der Südostseite. Die weiteren Wohnräume von Anders und Emma Zorn werden durch die kleine obere Galerie an der Nordseite erreicht. Hierzu gehören das kombinierte Schlaf- und Arbeitszimmer von Anders Zorn, ein Ankleidezimmer mit Balkon, das Schlafzimmer von Emma Zorn, ihre Bibliothek und ihr Salon, der auch als grünes Zimmer bezeichnet wird. Zwischen der Bibliothek und dem grünen Zimmer befindet sich die Treppe nach unten zum alten Eingang und zum Speiseraum.

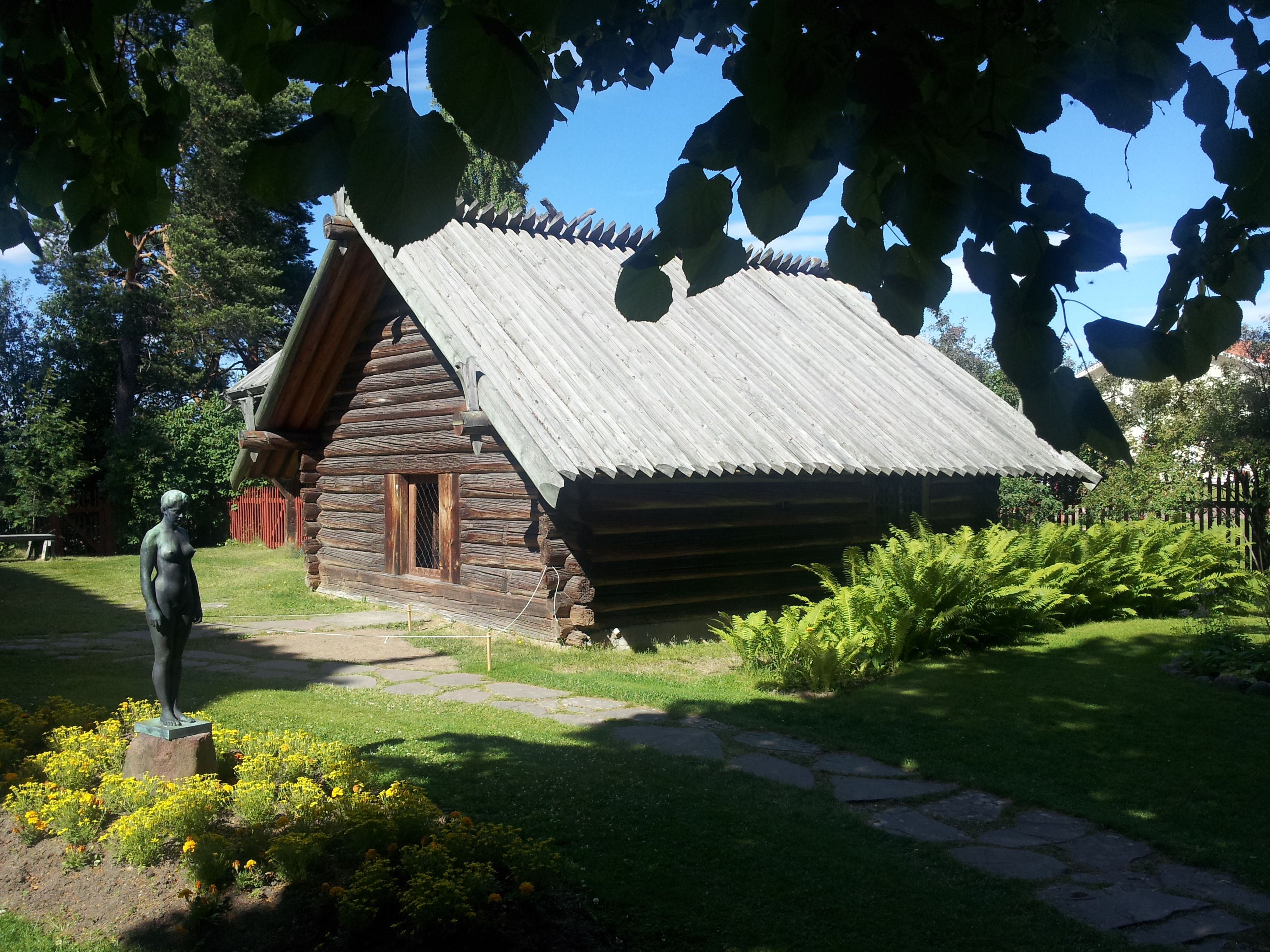
Zorns Ateliergebäude, eine Blockhütte von 1292

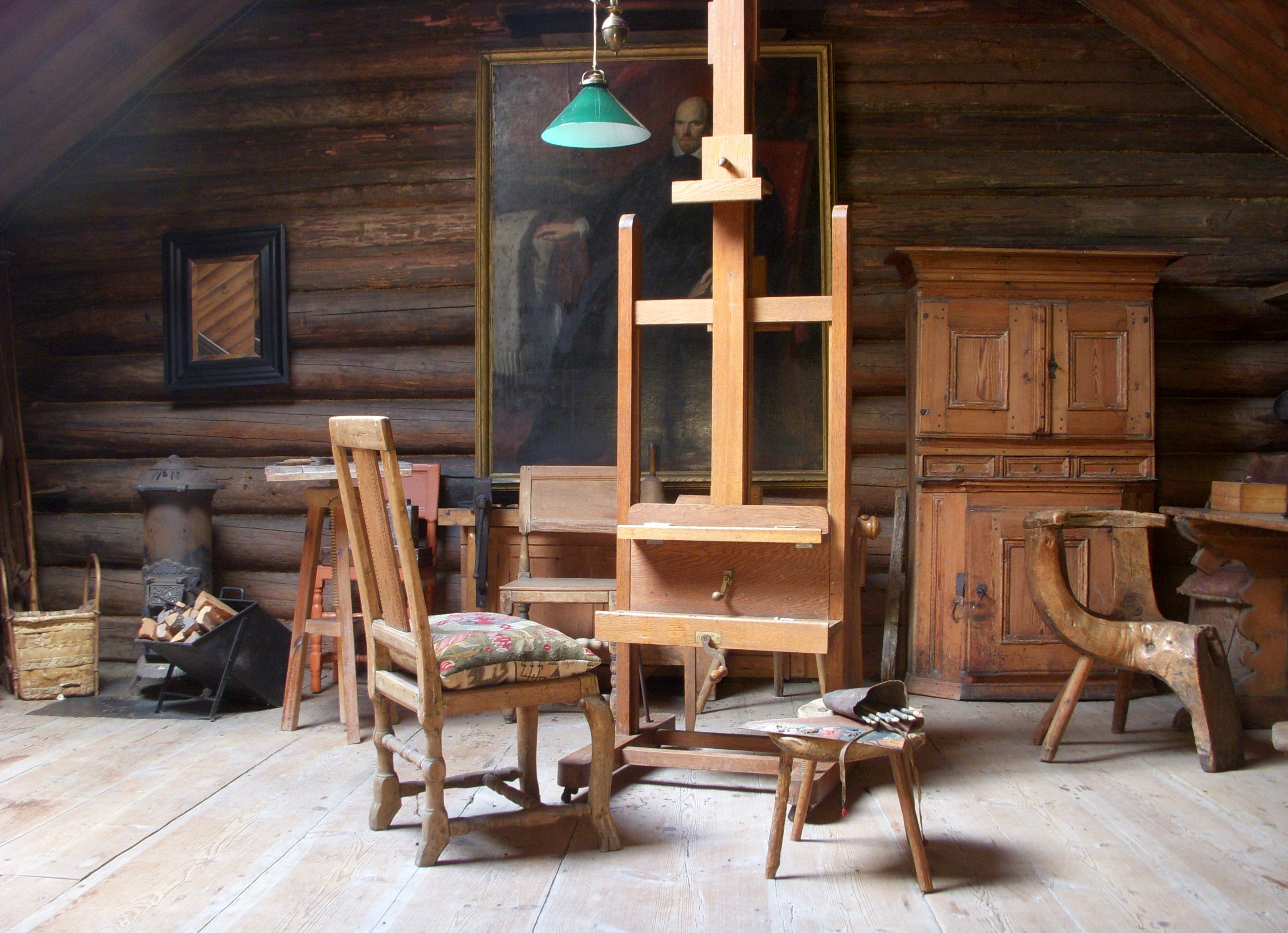
Innenansicht von Zorns Ateliergebäude

In Zorngården versuchte Anders Zorn seine Vorstellungen von der Bewahrung schwedischen Traditionen umzusetzen, zugleich wollte – vor allem Emma Zorn – nicht auf modernsten Komfort verzichten. Das Paar übernahm zwar Elemente einer bäuerlichen Wohnkultur, sie lebten aber zugleich in einem großbürgerlichen Ambiente. Das Haus war zugleich ländlich-rustikal und städtisch-modern, großzügig und gemütlich. Bei der Einrichtung des Hauses verbinden sich Antiquitäten mit neuester Technik. So gibt es alte schwedische Möbel und von Anders Zorn entworfene Möbel nach volkstümlichem Vorbildern. Auch das Türschloss und die Beschläge der Eingangstür wurden im historisierenden Stil nach Entwürfen von Zorn gefertigt. Geschnitzte Gestühltüren von 1683 aus der Kirche von Mora, die dort bei Modernisierungsarbeiten entfernt wurden und weggeworfen werden sollten, ließ Zorn in der Galerie im Erdgeschoss von Zorngården als Wandverkleidung anbringen. Für die Fenster in der Galerie wurde teilweise bunte Glasmalereien aus der Zeit des 13. bis 16. Jahrhundert wiederverwendet. An den Wänden in der Galerie hängen niederländische Gemälde des 17. Jahrhunderts. Im Esszimmer mit seiner traditionellen Holzeinrichtung gehören neben verschiedenen Silberarbeiten auch schwedisches Porzellan und holländische Fayencen aus dem 18. Jahrhundert zur Ausstattung. Im Küchenbereich gibt es eine traditionelle Backstube, die Zorn auch in einem Gemälde festhielt. Andererseits standen den Hausangestellten zahlreiche moderne Errungenschaften zur Verfügung. So gab es in der Küche bereits ein aus England angeschafftes Edelstahlspülbecken, 1898 wurde aus den Vereinigten Staaten ein Heißwasserboiler importiert und auch einer der ersten Kühlschranke in Schweden wurde für Zorngården erworben. Zudem verfügte das Haus bereits über eine Zentralheizung, es gab fließendes kaltes und warmes Wasser, einen frühzeitlichen Staubsauger und einen Telefonanschluss – lauter technische Errungenschaften, die in schwedischen Haushalten zu Zorns Zeiten noch eher unüblich waren. Trotz seines traditionell wirkenden Aussehens, war Zorngården damals eines der modernsten Häuser in Schweden.
Der Stil der Ausstattung der beiden Gästezimmer im Erdgeschoss unterscheidet sich deutlich. Im weißen Gästezimmer finden sich namensgebende weiße Möbel aus dem 18. Jahrhundert und eine weiße textile Wandbespannung. Zur Ausstattung gehören weiterhin drei Bilder des malenden Prinzen Eugen von Schweden, der sie bei einem Besuch in Zorngården den befreundeten Zorns als Geschenk überließ. Zu den zahlreichen weiteren Gästen der Zorns gehörte das Malerpaar Carl und Karin Larsson sowie die Schriftsteller Erik Axel Karlfeldt und Albert Engström. Das gegenüberliegende dunkle Gästezimmer ist mit Mahagonimöbeln aus dem Besitz von Emma Zorns Eltern eingerichtet. Hier finden sich Kunstwerke der schwedischen Maler Pehr Hilleström und Egron Lundgren. Die aus einer wohlhabenden Stockholmer Familie stammende Emma Zorn richtete auch ihre Zimmer im ersten Stock in einem großbürgerlichen Stil ein. Ihr Schlafzimmer ist mit einer gelben Satintapete ausgeschlagen und die Möbel aus dem 19. Jahrhundert sind in Mahagoni- oder Nussbaumholz gearbeitet, darunter ein Bett im Empire-Stil. An den Wänden finden sich einige frühe Arbeiten von Anders Zorn, die einzige bildnerischen Werke ihres Mannes in Zorngården. In der anschließen Bibliothek stehen neben Büchern zur nordischen Geschichte auch Werke der Frauenrechtlerin Anna Söderblom. Der Raum wird geschmückt von Bildnissen der Hunde und Pferde der Zorns, die von der Künstlerin Harriet Sundström geschaffen wurden. Zudem nutzte Emma Zorn den so genannten grünen Salon mit seinen Möbeln im Stil des Louis-seize. Hier hängen Werke der Maler Alexander Roslin und Gustaf Lundberg aus dem Elternhaus von Emma Zorn. In den schlichten Wohn- und Arbeitsräumen von Anders Zorn gibt es eine Reihe von Holzmöbeln verschiedener Stilrichtungen gepaart mit volkstümlichen Textilien aus Dalarna. Besonders reich ausgestattet ist hingegen die große Halle mit ihrem gemauerten Kamin. Die Holzwände des Raumes schmücken Renaissance-Teppiche aus Flandern und französischen Barock-Teppiche. Weiterhin finden sich als Dekorationsobjekte altägyptische Stücke, antike griechische und etruskischen Statuetten, römische Terracotta-Figuren und ein römischer Marmorkopf des Dionysos, mittelalterliche Heiligen-Skulpturen und Silberarbeiten. Neben einem Billardtisch und alten Möbeln, wie einem Bauernschrank aus dem 18. Jahrhundert aus Färnäs, gibt es verschiedene Möbel nach Entwürfen von Anders Zorn, in denen er traditionelle Handwerkskunst nachempfand. Unter den Altmeistergemälden im Haus finden sich teilweise Namen bekannter Künstler, deren Autorenschaft heute jedoch abgelehnt wird. So gelten eine vormals Diego Velázquez zugeschriebe Darstellung des Philosophen Demokrit und eine ehemals Raffael zugewiesene Madonna mit der Nelke heute als Werke von Nachahmern. Die große Halle ist zwar mit viel Handwerkskunst aus Dalarna ausgestattet, der Raum mit seiner hohen Decke jedoch untypisch für Häuser in Mittelschweden. Zorngården spiegelt in der eklektischen Zusammensetzung seiner Architektur und Ausstattung vor allem die vielfältigen Interessen von Anders und Emma Zorn.
Zu den weiteren Gebäuden von Zorngården gehören neben dem kleineren Wohnhaus für Zorns Familienangehörige verschiedene Wirtschaftsgebäude, die als Scheune und Stall dienten. Zorns alte Kutsche kann hier besichtigt werden. Im alten Stall des Anwesens ist seit 2014 das Café Zorn untergebracht. An der Ostseite von Zorngården, gegenüber vom neuen Haupteingang, ließ Zorn ein altes Blockhaus aus dem Jahr 1292 aufstellen, das er als Atelier nutzte. Auch diese Hütte ist weitestgehend mit Originaleinrichtung erhalten. Der Garten von Zorngården wurde vor allem von Emma Zorn gestaltet. Neben einem Küchengarten mit Gemüseanbau gibt es einen Gartenbereich mit Beerenbüschen und Obstbäumen. Von Anders Zorn stammt auch der Entwurf für die 1909 im Garten aufgestellte Brunnenskulptur Morgonbad.
Nach dem Tod von Emma Zorn 1942 kam Zorngården als Teil der Zornsamlingarna als Stiftung in den Besitz des schwedischen Staates. Seit dieser Zeit ist Zorngården im Rahmen von Führungen der Öffentlichkeit zugänglich. Auf dem Nachbargrundstück zeigt das 1939 eröffnete Zornmuseet Teile der umfangreichen Sammlung der Zorns.